# جنیفر در ذهن من
جنیفر در ذهن من (به انگلیسی: Jennifer on My Mind) فیلمی محصول سال ۱۹۷۱ به کارگردانی نوئل بلک است. در این فیلم بازیگرانی همچون مایکل براندون، تیپی واکر، استیو وینوویچ، چاک مک‌کان، پیتر بنرز، رینی تیلور، رابرت دنیرو، بری باستویک و جف کاناوی ایفای نقش کرده‌اند.

## داستان
مارکوس روتنر، وارث ۲۴ ساله ثروت پدربزرگ مرحومش، در آپارتمانش در نیوجرسی پالیسیدز زندگی می‌کند که متوجه می‌شود دوست دختر هیپی‌اش جنیفر دا سیلوا بر اثر مصرف بیش از حد هروئین در اتاق نشیمنش فوت کرده است. او از ترس اینکه به جرم مرگ او دستگیر شود، تصمیم می‌گیرد جسدش را رها کند، اما قبل از رفتنش، خواهرش سلما و دوست پسر روانشناسش سرگئی (که مارکوس از او متنفر است) ناگهان به دیدنش می‌آیند. آنها متوجه رفتار عجیب او می‌شوند و گمان می‌کنند که او خودش را به دردسر انداخته. آنها آپارتمانش را جستجو می‌کنند اما چیزی پیدا نمی‌کنند.